# A song for You! You? You!!
- ラブライブ! > μ's > A song for You! You? You!!
- ラブライブ! > ラブライブ!のディスコグラフィ > A song for You! You? You!!

「A song for You! You? You!!」(ア・ソング・フォー・ユー・ユー・ユー)とは、2020年3月25日に発売されたμ'sのシングル。

## 概要
『ラブライブ!』開始およびμ’s結成9周年を記念して制作された、当時「ファイナルシングル」と謳われた「MOMENT RING」（2016年3月）以来、約4年振りとなるシングル。BD・DVDには表題曲「A song for You! You? You!!」のプロモーションビデオが収録されているが、センター選抜の総選挙（人気投票）やダブルジャケット仕様、ボイスドラマパート、トレーディングカードの封入などはなく、「僕らのLIVE 君とのLIFE」から始まるナンバリングシングルには含まれない。
PVは、冒頭のドラマパートにおいて「3人から始まり――」という文言から始まっており、プロジェクト開始時となる2010年から2012年での主要メディアであった『電撃G's magazine』連載のイラストノベルおよび漫画版ではなく、本CD発売から7年前の2013年から放送を開始したテレビアニメ版の設定をベースにした作りとなっている。
発売にあたり、全国10箇所（東京、大阪、愛知、北海道、福岡、宮城、広島、高知、新潟、神奈川）の各鉄道駅にてそれぞれのキャラの広告ポスターが展開された。

## チャート成績
2020年3月24日付のオリコンランキングでは、2.0万枚を売上げ2位にランクイン。その後も5日連続でデイリー2位を守った。4月6日付のオリコン週間ランキングでは4.2万枚を売り上げ2位にランクイン。週間アニメシングルチャートにおいて5作連続、前作「MOMENT RING」から約4年ぶりの週間1位を獲得した。

## 収録曲
（全作詞：畑亜貴）
- CD

1. A song for You! You? You!! [5:53]
  - 作曲・編曲：高田暁
2. なってしまった！ [4:40]
  - 作曲：山田高弘、編曲：中西亮輔
3. A song for You! You? You!!(Off Vocal)
4. なってしまった！(Off Vocal)

- BD・DVD

1. A song for You! You? You!!

## OVA・PVスタッフ
- 企画・アニメーション制作 - サンライズ
- 原作 - 矢立肇
- 原案 - 公野櫻子
- 監督 - 京極尚彦
- キャラクターデザイン・アニメーションディレクター - 西田亜沙子
- キャラクターデザイン・ダンス衣装デザイン・メインアニメーター - 室田雄平
- 総作画監督 - 西田亜沙子、室田雄平
- 作画監督 - 尾尻進矢、市原圭子
- 美術監督・設定 - 秋葉みのる
- 色彩設計 - 加藤里恵
- CGディレクター - 飯沼佑樹
- CGプロデューサー - 小石川淳
- 3DCGI - サブリメイション
- 撮影監督 - 杉山大樹
- 編集 - 今井大介
- 音響監督 - 長崎行男
- 音楽制作 - ランティス、サンライズミュージック
- 音楽プロデューサー - 木皿陽平（Stray Cats）
- 音楽ディレクター - 川野勝広
- 音楽 - 藤澤慶昌
- 企画プロデューサー - 田中紀明、櫻井優香、高野希義
- プロデューサー - 大塚大
- 振付 - 石川ゆみ（STARDUST）
- 製作 - プロジェクトラブライブ!（サンライズ、バンダイナムコアーツ、KADOKAWA）